# Box-office bomb
Na indústria cinematográfica, uma box office bomb (em português brasileiro "bomba na bilheteria", "bomba de bilheteria" ou "fracasso de bilheteria") é um filme que é visto como muito mal sucedido ou não lucrativo durante sua execução nas salas de cinema, na maioria dos casos com receitas inferiores aos custos de produção. Geralmente, qualquer filme cujo custo de produção e comercialização exceda a receita combinada recuperada após o lançamento é considerado um fracasso de bilheteria. O rótulo geralmente é aplicado a filmes que perdem as projeções de ganhos por uma ampla margem, principalmente quando são muito caros de produzir. Embora isso geralmente ocorra em conjunto com críticas medianas ou ruins, a recepção crítica tem uma conexão imperfeita com desempenho de bilheteria.

## Causas do fracasso de um filme

### Circunstâncias externas
Ocasionalmente, os filmes podem ter um desempenho inferior devido a problemas não relacionados ao próprio filme. Esses problemas geralmente se relacionam com o momento do lançamento do filme. Essa foi uma das razões do fracasso comercial da Intolerance, a sequência do filme The Birth of a Nation. Devido a atrasos na produção, o filme não foi lançado até o final de 1916, época em que o amplo sentimento anti-guerra que refletia começou a mudar a favor da entrada americana na Primeira Guerra Mundial.
Outro exemplo de eventos externos que afundam um filme é o docudrama de 2015 sobre a FIFA, intitulado United Passions. Foi lançado nos cinemas dos Estados Unidos ao mesmo tempo em que os líderes da FIFA estavam sob investigação por fraude e corrupção, e o filme arrecadou apenas US$918 na bilheteria dos EUA no fim de semana de estreia.
Outros problemas, como mal-estar econômico geral, podem causar menos renda disponível para os possíveis cineastas, resultando em menos vendas de ingressos.[carece de fontes?] Além disso, muitos filmes que são exibidos em épocas de crise nacional e logo após desastres como os ataques de 11 de setembro de 2001 e o furacão Harvey tiveram um desempenho abaixo do esperado nas bilheterias.

### Altos custos de produção
Às vezes, um filme pode se sair razoavelmente bem nas bilheterias, mas ainda assim ser considerado um fracasso devido a um grande orçamento. Esse foi o caso do filme Heaven's Gate, que ficou famoso três meses depois do previsto e viu seu orçamento crescer de US$7,5 milhões para US$36 milhões.
Outro exemplo, Saara de 2005, custou mais de US$241 milhões (incluindo marketing e distribuição), devido em parte a custos de produção exorbitantes. Foram arrecadados US$122 milhões, geralmente o suficiente para ter sucesso. No entanto, nesse caso, isso representava pouco mais da metade de suas despesas. Em 2012, a Disney registrou perdas de US$200 milhões em John Carter. O filme faturou US$234 milhões em todo o mundo, mas isso ficou muito aquém de seu orçamento de US$250 milhões, além de publicidade mundial.

## Recuperação de fracassos
Os filmes que são inicialmente vistos como "fracassos" podem recuperar a renda em outros lugares. Vários filmes tiveram baixo desempenho nos Estados Unidos, mas tiveram sucesso internacional suficiente para recuperar perdas ou até se tornarem sucessos financeiros. Os filmes também podem recuperar dinheiro através de distribuição internacional, vendas para distribuição na televisão e distribuição fora dos cinemas (download, DVD, pay-per-view). Outros filmes tiveram sucesso muito depois do lançamento no cinema, tornando-se filmes cult ou sendo reavaliados ao longo do tempo. Os filmes de alto perfil que se encaixam nessa descrição incluem Blade Runner e The Shawshank Redemption,que perderam dinheiro nas bilheterias, mas se tornaram muito populares.

## Estúdios enfrentam problemas financeiros
Em casos extremos, o desempenho sem brilho de um único filme pode levar um estúdio a perdas financeiras, falência ou fechamento. Exemplos disso incluem: United Artists (Heaven's Gate) e Carolco Pictures (Cutthroat Island). O desempenho insuficiente de The Golden Compass foi visto como um fator significativo em influenciar a decisão da Warner Bros. de assumir o controle direto da New Line Cinema.
Em 2001, a Square Pictures (a divisão de filmes da empresa japonesa de videogame Square, agora Square Enix) lançou seu primeiro filme, Final Fantasy: The Spirits Within, um filme de animação inspirado na série de jogos eletrônicos Final Fantasy. Ele recebeu críticas mistas dos críticos e não conseguiu recuperar seu custo de US$145 milhões. Após as lutas do filme, a Square Pictures deixou de produzir filmes. Em 2011, Mars Needs Moms foi o último filme lançado pela ImageMovers Digital antes de ser absorvido pela ImageMovers com uma perda de quase US$140 milhões – o maior fracasso de bilheteria de todos os tempos em termos nominais em dólares. Apesar dessa perda, a decisão de fechar a produtora havia sido tomada um ano antes do lançamento do filme.

## Filmes independentes
O filme independente de 2006, Zyzzyx Road, ganhou apenas US$30 nas bilheterias dos EUA. O filme, com um orçamento de US$1,2 milhão e estrelado por Tom Sizemore e Katherine Heigl, deve sua pequena receita ao lançamento limitado de bilheteria - apenas seis dias em um único cinema em Dallas com o objetivo de atender aos requisitos da Screen Actors Guild - em vez de sua capacidade de atrair espectadores. Segundo a co-estrela Leo Grillo, ele vendeu seis ingressos, dois dos quais eram para o elenco.
Anteriormente, o filme britânico Offending Angels havia se tornado famoso por receber menos de £100 (~$150) nas bilheterias. Tinha um orçamento de £70,000 (~$105,000), mas foi criticado por críticos como a BBC, que a chamou de "pilha de lixo realmente horrível" e a Total Film, que o chamou de "irremediável".
Em 2011, o filme The Worst Movie Ever! ganhou apenas US$11 nas bilheterias dos EUA. Foi exibido em apenas um cinema.